# Jacobi-Tripelprodukt
Das Jacobi-Tripelprodukt oder die Jacobi-Tripelprodukt-Identität ist eine Identität zwischen unendlichen Produkten und Reihen, die es erlaubt, die Thetafunktion von Carl Gustav Jacobi statt als unendliche Reihe als unendliches Produkt darzustellen.
Ein Spezialfall ist der Pentagonalzahlensatz von Leonhard Euler, auf dem auch Jacobis Beweis der Identität beruht (Jacobi, Fundamenta Nova Theoriae Functionum Ellipticarum, 1829).
Die Tripelprodukt-Identität lautet (mit komplexen Zahlen {\displaystyle x,y}, {\displaystyle |x|<1} und {\displaystyle y\neq 0})
{\displaystyle \prod _{m=1}^{\infty }\left(1-x^{2m}\right)\left(1+x^{2m-1}y^{2}\right)\left(1+x^{2m-1}y^{-2}\right)=\sum _{n=-\infty }^{\infty }x^{n^{2}}y^{2n}.}
Das lässt sich auch als Beziehung zwischen Thetafunktionen ausdrücken. Sei {\displaystyle x=\exp(i\pi \tau )} (wobei das Imaginärteil von {\displaystyle \tau >0} ist) und {\displaystyle y=\exp(i\pi z)}. Dann ist die rechte Seite der Tripelprodukt-Identität die Jacobische Thetafunktion:
{\displaystyle \vartheta (z;\tau )=\sum _{n=-\infty }^{\infty }\exp(i\pi n^{2}\tau +2i\pi nz)}.
und man erhält insgesamt:
{\displaystyle \vartheta (z;\tau )=\prod _{m=1}^{\infty }\left(1-e^{2m\pi {\rm {i}}\tau }\right)\left[1+e^{(2m-1)\pi {\rm {i}}\tau +2\pi {\rm {i}}z}\right]\left[1+e^{(2m-1)\pi {\rm {i}}\tau -2\pi {\rm {i}}z}\right].}
Der Pentagonalsatz von Euler ergibt sich mit {\displaystyle x=q^{\frac {3}{2}}} und {\displaystyle y^{2}=-{\sqrt {q}}} :
{\displaystyle \prod _{m=1}^{\infty }\left(1-q^{m}\right)=\sum _{n=-\infty }^{\infty }(-1)^{n}q^{(3n^{2}-n)/2}.\,}
Besonders kompakt lässt sich das Tripelprodukt mit der Ramanujan-Thetafunktion ausdrücken
{\displaystyle f(a,b)=\sum _{n=-\infty }^{\infty }a^{n(n+1)/2}\;b^{n(n-1)/2}}
mit {\displaystyle |ab|<1}. Dann ist die Tripel-Produkt-Identität
{\displaystyle f(a,b)=(-a;ab)_{\infty }\;(-b;ab)_{\infty }\;(ab;ab)_{\infty }=\prod _{m=0}^{\infty }\left(1+a(ab)^{m}\right)\,\left(1+b(ab)^{m}\right)\,\left(1-(ab)^{m+1}\right)}
mit dem q-Pochhammer-Symbol {\displaystyle (a;q)_{n}}. Dabei wurde {\displaystyle x=(ab)^{\frac {1}{2}}} und {\displaystyle y^{2}=\left({\tfrac {a}{b}}\right)^{\frac {1}{2}}} gesetzt.
Es sind viele Beweise der Tripleprodukt-Identität bekannt. Unter anderem gab E. M. Wright einen kombinatorischen Beweis.
Eine weitere Formulierung, die sich einfach aus der obigen ergibt ist:
{\displaystyle \sum _{n=-\infty }^{\infty }q^{n^{2}}z^{n}=\prod _{n\geq 0}\left(1-q^{2n+2}\right)\left(1+zq^{2n+1}\right)\left(1+{\frac {1}{z}}q^{2n+1}\right)}